# Qiaodi
Qiaodi är en socken i Kina. Den ligger i provinsen Sichuan, i den sydvästra delen av landet, omkring 390 kilometer sydväst om provinshuvudstaden Chengdu. Antalet invånare är 7 003. Befolkningen består av 3 385 kvinnor och 3 618 män. Barn under 15 år utgör 38 %, vuxna 15-64 år 58 %, och äldre över 65 år 3,0 %.
Genomsnittlig årsnederbörd är 1 324 millimeter. Den regnigaste månaden är juli, med i genomsnitt 315 mm nederbörd, och den torraste är januari, med 4 mm nederbörd.